# Pektusan
Pektusan (mandžusky v transkripci Golmin šanggiyan alin, čínsky 长白山 – pchin-jin Chángbái shān, v českém přepisu Čchang-paj šan (mandžuský i čínský název v překladu do češtiny znamená Stále bílá hora), korejsky 백두산 (白頭山; v překladu do češtiny Bělohlavá hora)), je aktivní stratovulkán nacházející se na hranicích Číny, neboli Čínské lidové republiky, a Korejské lidově demokratické republiky.
Jedná se o nejvyšší horu Severní Koreje a Severo-východní Číny, s její nadmořskou výškou činící 2744 m. Zároveň je i nejvyšší horou Korejského poloostrova. Výška této hory se však každým rokem zvyšuje zhruba o 3 mm, z důvodu stoupajícího magmatu v centrální části hory.

## Geografické souvislosti
Nejvyšším vrcholem hory je Janggun Peak, který je osm měsíců v roce pokryt sněhem. Na tomto vrcholu sopky se nachází Kaldera, o velikosti zhruba 5 kilometrů a hloubce asi 850 metrů. V kaldeře se nachází sopečné Nebeské jezero. Toto jezero leží na hranicích Severní Koreje a Číny, a je mezi oba státy téměř vyváženě rozděleno. Jeho obvod činí 12 až 14 kilometrů, a jeho průměrná hloubka je 213 metrů. Maximální hloubka dosahuje až 384 metrů.
Průměrnou teplotou na vrcholu hory je –4,9 °C. V létě teplota stoupne až k 18 °C a výše, zatím co v zimě teplota klesne až k –48 °C. Nejnižší naměřená teplota byla zachycena roku 1997 a jednalo se o –51 °C. Průměrná rychlost větru je 42 km/h, někdy dosahující až 63 km/h. Vlhkost dosahuje 74 %. U Pektusanu pramení řeky Ja-lu a Tumannaja, které tvoří čínsko-severokorejskou a (v případě řeky Tumannaja) i rusko-severokorejskou hranici.

## Vulkanická činnost
Poslední erupce sopky proběhla v roce 1903. Nejsilnější erupce proběhla podle datace historiků v roce 946 a řadí se mezi největší erupce na planetě Zemi za posledních 5000 let. Sopka tehdy vyvrhla nejméně 70 km³ materiálu. Výbuch tehdy ovlivnil klima Číny a Japonska. Tento výbuch mimo jiné také zformoval kalderu hory. Podle profesora seismologie Honga z univerzity Jonse v Soulu, dopadaly pěticentimetrové kousky lávy až na tisíc kilometrů vzdálené severní pobřeží Japonska. Měření z posledních let (k 2015) ukázala, že je v oblasti zvýšená seismická aktivita a ve vzduchu neobvyklé hodnoty oxidu siřičitého, což nasvědčuje expanzi magmatického krbu.
Po čtvrtém severokorejském jaderném testu světoví seismologové varovali, že další výbuch by mohl obávanou sopku Pektu probudit. Výbuchy v její extrémní blízkosti 115 km, pro ni představují přímé ohrožení. Silné zemské otřesy mohou narušit celistvost magmatického krbu a zrychlit tak sopečnou aktivitu. Podle matematického modelu by výbuch sopky mohly vyvolat otřesy o síle 5 až 7,6 stupňů Richterovy škály, přičemž poslední jaderný test měl 5,1 stupňů.
V roce 2010 se několik států zapojilo do průzkumů sopky, za účelem předpovědi dalšího výbuchu. Další odhadovaný výbuch by měl nastat za necelých sto let.

## Kulturní význam
Kulturně je tato hora důležitá pro mnoho skupin obyvatelstva nacházející se v dané oblasti, což zahrnuje například Korejce, Číňany a obyvatelé Mandžuska. Korejci i Mandžuové považují Pektusan za svou kolébku. Pro Severní i Jižní Koreu je tato hora velkým národním symbolem. Obě Koreje ji zmiňují ve svých státních hymnách a Severní Korea ji dokonce zobrazuje i ve svém státním znaku a pro severokorejský režim je považována za svatou. Podle režimní legendy se na jejím úpatí narodil Kim Čong-il a má tak velký význam i v severokorejské komunistické mytologii. V říjnu a na přelomu listopadu a prosince roku 2019, severokorejský vůdce Kim Čong-un v doprovodu manželky a několika vládních činitelů podnikl na bílém koni dvě vyjížďky na zasněžený vrchol hory, což mělo být chápáno jako významné propagandistické gesto.

### Spor o elektrárnu
Území hory je předmětem čínsko-severokorejského pohraničního sporu. V poslední době se spor vyostřil kvůli čínskému přání postavit v okrese Ťing-jü, kde se nachází čínská strana hory, jadernou elektrárnu.

### Biosférická rezervace
Oblast na čínském území o rozloze 196 465 ha je od roku 1979 zapsána na seznam biosférických rezervací UNESCO.

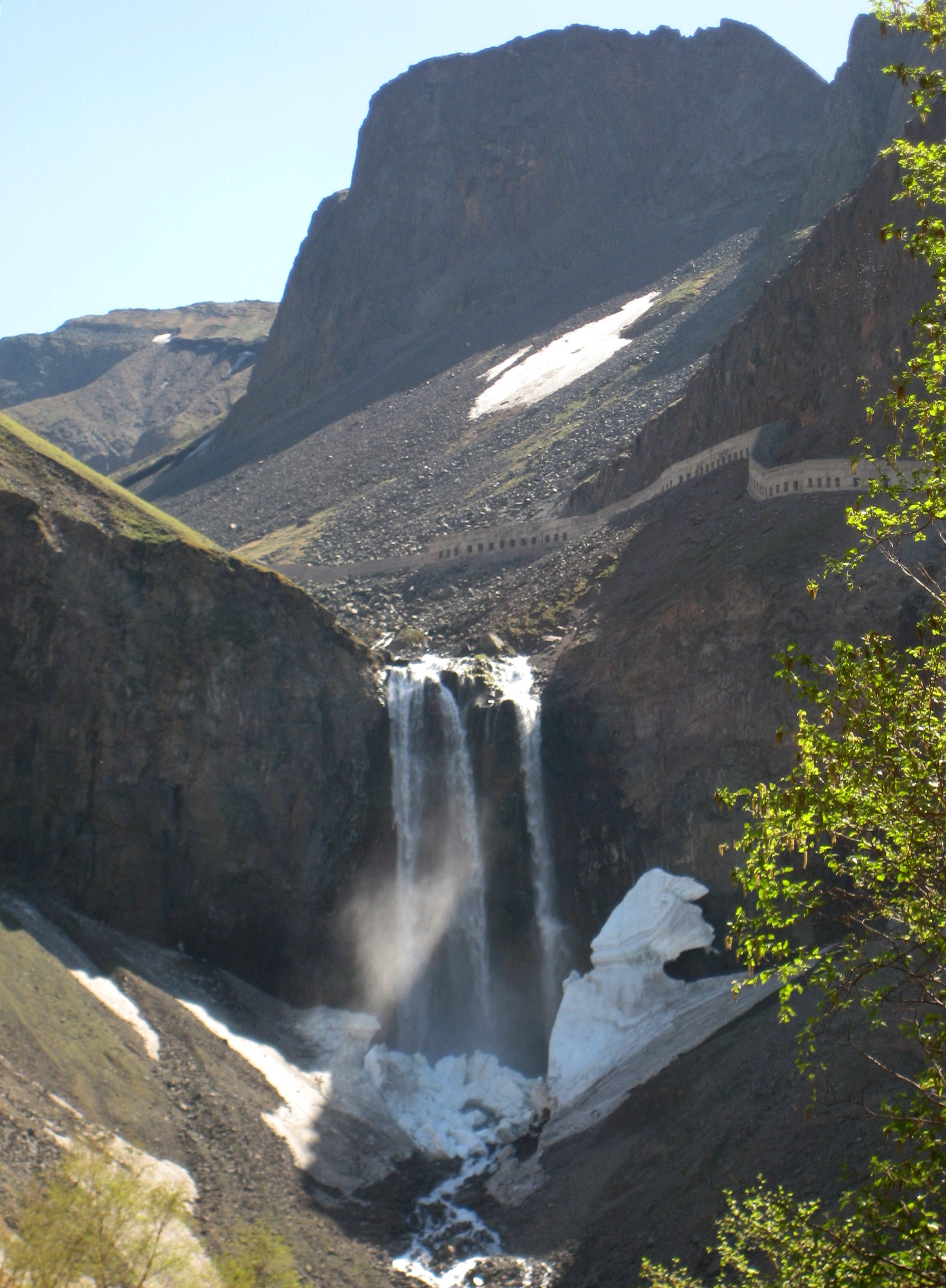
Vodopád
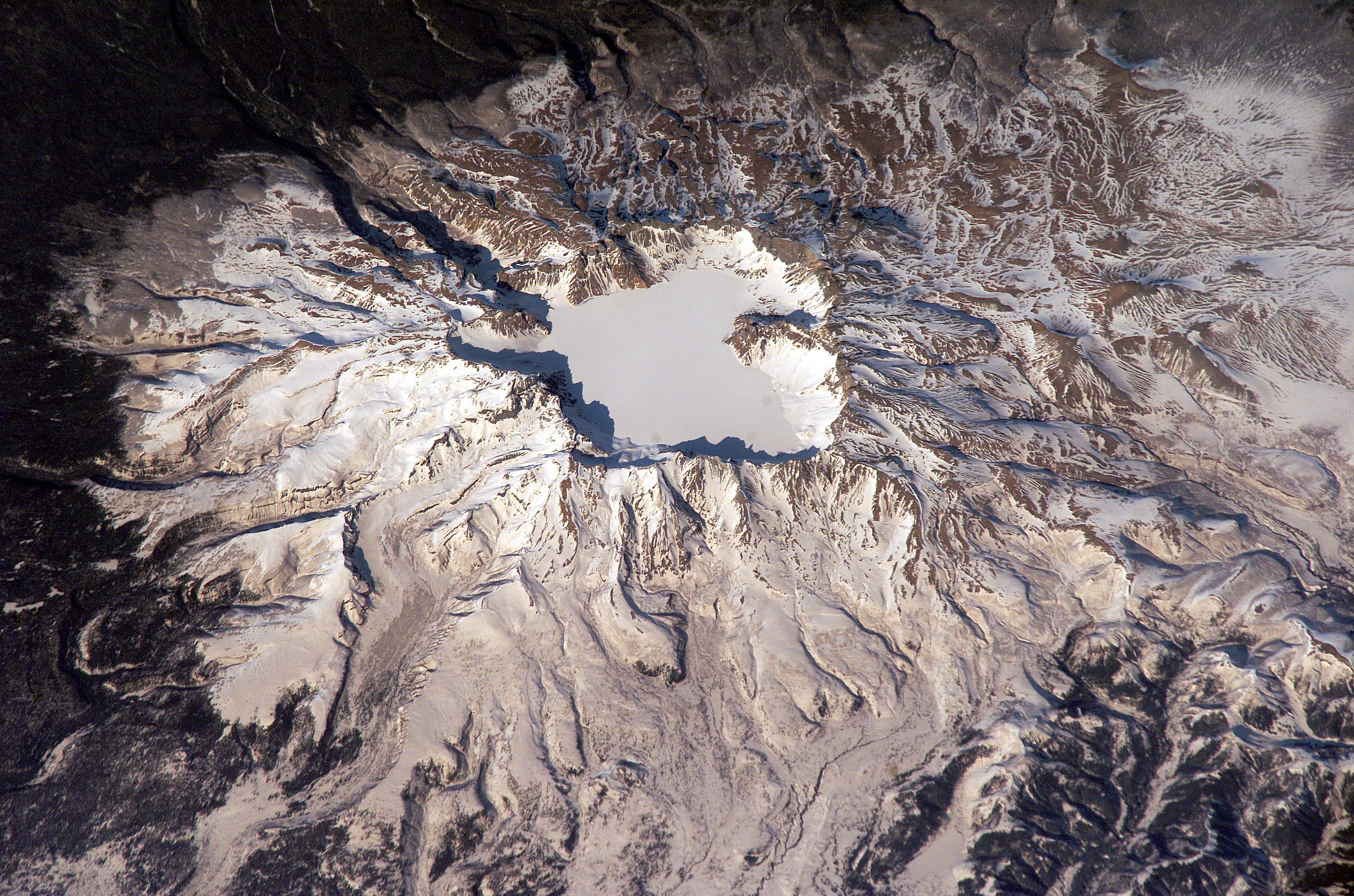
Satelitní snímek Pektusanu (v zimě)
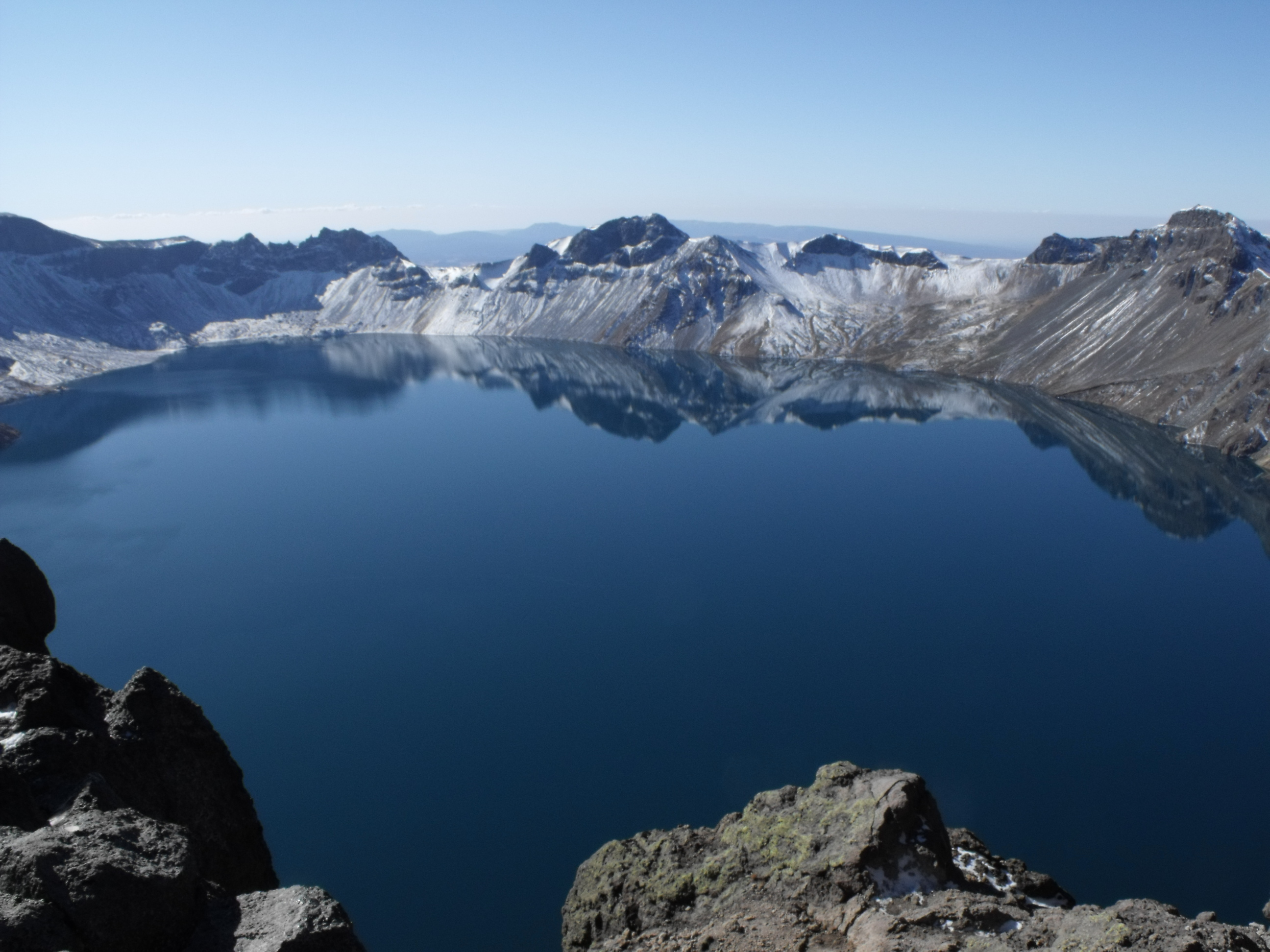
Nebeské jezero v kaldeře Pektusanu